# Avril Williams
Avril Percy Williams (Cape Winelands, 10 de febrero de 1961) es un exjugador sudafricano de rugby que se desempeñaba como Wing.
Es conocido por ser el segundo de solo dos jugadores de raza negra, que fueron convocados a los Springboks en plena era del apartheid.

## Biografía
Por la sanción y prohibición de jugar partidos por parte de la World Rugby a Sudáfrica, se redujeron dramáticamente los enfrentamientos del combinado nacional de rugby, deporte más popular entre los afrikáneres. En 1984 la WR permitió una gira del XV de la Rosa en el país, en una débil demostración de la SARFU sobre el trato a los negros y con el antecedente de Errol Tobias tres años antes, se convocó a Tobias y Avril Williams.
Su sobrino el también wing Chester Williams fue el tercer hombre de color que jugó en los Springboks, aunque ya abolido el apartheid, en 1993 y el único que se consagró campeón del Mundo en Sudáfrica 1995.

## Selección nacional
Fue convocado al equipo nacional para una serie de dos partidos en junio de 1984 contra el XV de la Rosa. Jugó ambos partidos y no marcó puntos.
Fue la única ocasión en que dos jugadores negros jugaron juntos en los Springboks en la era del apartheid. Luego de ello Tobias se retiró del rugby y Williams no volvió a ser convocado por el endurecimiento político del gobierno de Pieter W. Botha.

## Palmarés
- Campeón de la Currie Cup de 1982, 1983, 1984, 1985 y 1986.